# 保内村 (富山県)
保内村（やすうちむら）は、かつて富山県婦負郡にあった村。

## 沿革
- 1889年（明治22年）4月1日 - 町村制の施行により、婦負郡下高善寺村、上高善寺村、妙川村、水谷村、奥田新村、百山村、高日附山村、平林村、新山村、三田村、千坊寺村、奥田三俣村、翠尾村、田中村、館本郷村、福島村の区域の一部、石戸村の区域の一部、井田村の区域の一部及び八尾町の区域の一部の区域をもって、婦負郡保内村が発足する。
- 1953年（昭和28年）12月1日 - 婦負郡八尾町、杉原村、保内村、室牧村、卯花村及び黒瀬谷村の区域の一部が合併して、婦負郡八尾町が発足する。